# 정상현
정상현(丁相賢, 1954년 ~ )은 전라북도 익산시 출신으로 성균관대학교 대학원 박사과정 행정학과를 졸업(행정학 박사) 한 후 우석대학교 행정학과 교수 ･ 한국자치행정학회 회장 ･ 문화예술단체 전북사생회 회장을 역임하고, 현 독립기념관 이사회 이사, 현 우석대학교 행정학과 명예교수, 현 한국리더십연구소 소장, 현 한국진로교육개발원 원장, 현 KNS뉴스통신 논설위원, 현 시사앤피플 논설위원, 현 전민일보 칼럼니스트, 현 행정학자, 현 수채화 화가, 현 전주시 남북교류협력위원회 위원장, 문화예술단체 전미회 이사, 현 완주군 인권위원회 위원장, 현 완주군 인구정책민관협의회 부위원장, 현 완주문화재단 이사, 현 완주문화재단 인사위원회 위원, 현 인권교육강사 등으로 활동하고 있다.

## 학력
- 성균관대학교 대학원 행정학 박사
- 전북대학교 대학원 행정학 석사
- 전북대학교 사회과학대학 행정학 학사
- 이리고등학교
- 이리동중학교
- 이리초등학교

## 경력
- 성균관대학교 대학원 박사과정 졸업(행정학 박사)(학위논문명: 지방공무원의 리더십이 부하직원의 직무효과성에 미치는 영향, 1996)
- 우석대학교 문화사회대학 행정학과 교수(1988. 9. 1. ~ 2020. 2. 29.)
- 우석대학교 행정학과 학과장 및 경영행정대학원 전공주임교수
- 우석대학교 문화사회대학 행정학과 명예교수(2020. 9. 1. ~ 종신)
- 독립기념관 이사회 이사(2021. 7. 15.~ 2023. 7. 14.)
- 독립기념관 명예독립운동가(2023. 3. 1)
- 민주평화통일자문위원회 자문위원(2019. 9.1. ~ 2021. 8. 30.)
- 더불어민주당 정치혁신위원회 국민혁신위원(2023 ~ )
- 더불어민주당 제21대 대통령선거 경제특보단 정책특보(2025. 5. 28.)
- 더불어민주당 제19대 대통령선거 국가균형발전특보(2017. 4. 14.)
- 더불어민주당 제19대 대통령선거 중앙선거대책위원회 조직본부 특보(2017. 4. 18.)
- 더불어민주당 제19대 대통령선거 중앙선거대책위원회 국민통합위원회 부위원장(2017. 4. 25.)
- 더불어민주당 제19대 대통령선거 중앙선거대책위원회 국민통합위원회 기획분과위원장(2017. 4. 28.)
- 국민속으로 포럼 중앙공동대표(2017. 2. 18. ~ 2019. 9. 14.)
- 한국자치행정학회 회장(2014. 1. 2.~ 2014. 12. 31.)
- 행정고등고시 및 지방고등고시 출제위원 및 선정위원(1998. 3. ~ 2000. 7.)
- 사법고시 출제위원(1999. 12.)
- 행정자치부 7급∙9급 국가공무원 공채시험 출제위원
- 전라북도 9급 지방직공무원 임용고시 출제위원
- 광주광역시 9급 지방직공무원 임용고시 출제위원
- 소방관승진시험 출제위원
- 독학사학위 공기업론 출제위원
- 한국인재연구원 전문위원
- 한국리더십연구소 소장(2020. 10. 16.~ 현재)
- 한국진로교육개발원 원장(2015. 11. 12.~ 현재)
- 바이올렛아티스트갤러리 관장(2015. 11. 12.~ 현재)
- 전북경찰청 시민인권보호단 단장(2005. 4. 7. ~ 2008. 4. 6.)
- 전주시 공무원친절평가단 회장(2000. 3. 9. ~ 2003. 3. 8.)
- 전주문화방송(MBC) 시청자위원회 부위원장(2016. 4. 1. ~ 2020. 3. 31.)
- 전북도의회 의정비 심의윈원회 위원장(2014. 10. 16.)
- 전북교육청 “2015년 개정 인정도서(중･고 ‘진로와 직업’)” 심의위원회 위원장(2016. 12. 19. ~ 2017. 8. 20.)
- 전북교육청 교육감 공약관리위원회 위원장(2014. 12. 23. ~ 2018. 6. 30.)
- 전북교육청 화해ㆍ분쟁 조정지원단 전문자문위원(2019. 4. 4. ~ 2020. 4. 3.)
- 한국교원단체총연합회 새교육개혁위원회 혁신분과 위원(2016. 2. 1.~ 2018. 1. 31.)
- 우석대학교 문화사회대학 행정학과 명예교수(2020. 9. 1. ~ 종신)
- KNS뉴스통신 논설위원(2019. 1. 12. ~ 현재)
- 전민일보 칼럼니스트(2019. 5. 14. ~ 현재)
- 행정안전부 “정부조직관리 조직진단”자문위원(2018. 3. 16.)
- 행정안전부 지방자치인재개발원“국정과제 실천 적극적 교육과정 개발 연구용역 제안서”평가위원(2020. 3. 24. ~ 2020. 5. 1.)
- 행정안전부 "대한민국 OGP(열린정부파트너십) 포럼" 민간위원(2017. 8. 24. ~ 2020. 9. 30.)
- 대통령 직속 "민주평화통일자문회의" 자문위원(2019. 9. 1. ~ 2021. 8. 30.)
- 서울특별시 “2020년 4∙5급 승진대상자 역량평가 과제개발 및 운영용역 제안서”평가위원장(2020. 1. 14.)
- 서울특별시 교육청 “2017 다면평가 위탁용역 제안서”평가위원장 (2018. 3. 20.)
- 서울특별시 “적격자심위위원회 서울혁신센터 민간위탁수탁기관 선정 제안서” 심사위원 (2018. 3. 20.)
- 서울특별시 인재개발원 “2022년 서울시 4급∙5급 승진대상자 역량평가 과제개발 및 운영용역 제안서”평가위원장(2022. 1. 19. ~ 2022. 1. 20.)
- 서울특별시 “동대문구 2035 장기발전 종합계획 수립 용역 제안서”평가위원장(2017. 8. 25.)
- 세종특별자치시 “주민참여형 자치권확대 전략수립연구용역 제안서”평가위원회 위원장(2017. 7. 15.)
- 부산광역시 “공공기관 경영효율화 방안 연구용역 제안서”평가위원회 위원(2021. 12. 7.)
- 학교안전공제중앙회 신입사원 채용 서류전형 심사위원(2020. 2. 10.)
- 전주지방법원 소년자원보호자협의회 학술자문위원(2003. 3. 2. ~ 2005. 2. 29.)
- 인천광역시 인천관광공사 “인사 및 보수제도 제안서”평가위원장 (2019. 8. 13.)
- 대한건설기계안전관리원 2019년도 직원채용 면접전형위원(2019. 6. 11.)
- 전주문화방송(MBC) 시청자위원회 부위원장(2016. 4. 1. ~ 2020. 3. 31.)
- 한국장애인고용공단 “2019년도 성과평가 비계량지표(주요사업 추진노력 및 성과)”평가위원 (2019. 12. 16. ~ 2019. 12. 17.)
- 한국장애인고용공단 “2021년도 성과평가 비계량지표(주요사업 추진노력 및 성과)”평가위원 (2021. 12. 16. ~ 2021. 12. 22.)
- 대한민국 위민 33인 대상 심사위원(2019. 4. 13.)
- 전북교육청 개인교육기부단 개인교육기부자 위원(2019. 3. 1. ~ 2021. 12. 31.)
- 전북도청 “2014년 직무성과 연구용역 제안서”평가회의 위원장(2014. 10.)
- 전라북도 지방토지수용위원회 재결심의 위원(2008. 10. 15.~ 2020. 2. 29.)
- 전라북도 NGO국제교류추진위원회 위원(2004. 6. 26.~ 2005. 6. 25.)
- 국립문화재연구소 “연구과제 결과”평가위원(2017. 1. 1.~ 2020. 2. 29.)
- 농촌진흥청 2018년도 연구직공무원(농업연구사) 공개경쟁채용시험 면접시험 위원(2018. 7. 25.)
- 서부지방산림청 통신원 9급(기능직공무원) 경력경쟁채용 채용점검 위원(2013. 5. 20.)
- 서부지방산림청 운전서기보 경력경쟁채용 채용점검 위원(2015. 1. 5.)
- China International UNESCO Visiting Professor(1997. 7.)
- 전주시 “조직진단 자문위원회”자문위원(2006. 5. 8.)
- 전주시  "지방물가대책위원회" 위원(2015. 5. 16.~ 2017. 5. 15.)
- 전주시 “공무직 채용 면접시험”면접관(2015. 12. 22.)
- 전주시 “CCTV 관제센터 관제업무 민간위탁기관 선정”심사위원회 위원장(2015. 12. 22.)
- 전주시  "부동산가격 공시위원회" 위원(2016. 2. 3.~ 2019. 2. 2.)
- 전주시  "부동산가격 조정위원회" 위원(2017. 8. 24.~ 2019. 8. 23.)
- 전주시  "지방임기제공무원 임용시험“ 면접위원(2017. 9. 20.)
- 전주시 “행복실태 조사 및 정책개발용역 제안서”평가위원회 위원(2019. 10. 29.)
- 전주시 “마을공동체 기본계획수립용역 제안서”평가위원회 위원(2020. 2. 28.)
- 전주시 “공무직 채용 면접시험”면접관(2021. 4. 1.)
- 전주시 “옥외광고발전기금 위원회”심의위원(2019. 8. 17.~ 2022. 8. 16.)
- 전주시 “바이전주”운영위원(2020. 9. 15.~ 2022. 9. 14.)
- 전주시 “남북교류협력위원회” 부위원장(2023. 7. 27.~ 2025. 7. 26.)
- 천안시 “시설관리공단 평가 제안서”평가위원장(2020. 1. 29.)
- 익산시 “2009 통합고객만족도 조사용역”심사위원장(2009. 9. 16.)
- 군산시 “2019년 제7회 지방임기제공무원 채용(서울사무소장 분야)”면접평가 위원장(2020. 1. 22.)
- 군산시 “2017 조직역량강화교육 위탁용역업체 선정 제안서”심사위원장(2017. 2. 15.)
- 군산시 “2017 팀워크 활성화를 위한 감성소통교육 위탁용역업체 제안서”선정 심사위원장(2017. 2. 22.)
- 군산시 “2018년 고교방과후(군산글로벌 리더아카데미) 위탁학원 제안서”선정 심사위원(2018. 1.15.)
- 전주교도소 “2014년도 제1회 일반직공무원 채용시험”채용점검위원(2014. 3. 18.)
- 군산교도소 “2018년 기간제 근로자(시설관리인) 채용시험”서류전형 심사위원(2018. 5. 23.)
- 순천교도소 “2020년도 전문경력관(교도관) 나군 채용”면접시험 심사위원(2020. 2. 20.)
- 경기도 포천시 “포천도시공사 중장기 경영계획 연구용역 제안서”평가위원장(2019. 10. 2.)
- 경기도 안양시 “인구 50만 이상 대도시 특례에 관한 연구용역 제안서”평가위원장(2019. 8. 14.)
- 정읍시 “2019년 5급이상 간부공무원 맟춤형 위탁교육 제안서”평가위원장(2019. 10. 21.)
- 김제시 “계약심의위원회”위원(2018. 10. 1.~ 2020. 9. 31.)
- 완주군 “인구정책 민관협의회”부위원장(2020. 1. 17.~ 2024. 1. 16.)
- 완주군 “지역핵심리더 역량강화 워크숍 제안서”평가위원(2019. 11. 28.)
- 완주군 “인재육성 예비고1(기숙학원) 제안서”평가위원(2019. 11. 6.)
- 고창군 “고창사랑 상품권 플랫폼 운영 대행 용역 제안서”평가위원(2020. 1. 7.)
- 장수군 “신성장 전략사업 개발 연구용역 제안서”평가위원(2019. 12. 5.)
- 충청북도 “2018년 영동군 공무원 민간위탁교육 제안서”평가위원장(2018. 8. 9.)
- 전라남도 “2018년 곡성군 직업체험관 민간위탁 업체 제안서”평가위원장(2018. 8. 20.)
- 충청북도 “2018년 진천군 백곡면 농촌중심지 활성화사업 지역역량강화 용역 제안서”평가위원장(2018. 6. 26.)
- 충청남도 “서천군 2016 춘장대 해수욕장 여름문화예술제행사 대행 용역 제안서”평가위원장(2016. 6.     7.)
- 충남대학교 2016학년도 제3차 행정학부 재무행정 교수공개채용 예비심사위원(2016. 12. 6.)
- 충북대학교 2020학년도 1학기 행정학과 전임교원 초빙 외부 심사위원(2019. 12. 13.)
- 공주대학교 2020-1학기 전임교원 신규채용 전공일치도 심사위원(2020. 11. 29.)
- 한남대학교 2015-2학기 행정학과 교수 초빙 외부 심사위원(2015. 6. 19.)
- 동국대학교 경주캠퍼스 2015-2학기 신규교원 초빙 외부 심사위원(2015. 6. 10.)
- 경기대학교 2020-1학기 행정학과 교원 초빙 외부 심사위원(2019. 11. 21.)
- 대진대학교 2017학년도 1학기 행정학과 전임교원 신규채용 전공 심사위원(2016. 12. 17.)
- 배재대학교 2015-1학기 행정학과 교원 초빙 외부 심사위원(2015. 1. 23.)
- 상명대학교 2015-2학기 행정학과 교원 초빙 외부 심사위원(2015. 7. 16.)
- 부경대학교 2014학년도 전기 전임교원 공개채용 전공적격 및 학부(과) 심사위원(2013. 12. 26.~ 2013. 12. 31.)
- 전북테크노파크 "전라북도 디자인산업육성 종합계획수립용역 제안서" 평가위원(2019. 6. 17.)
- 세명대학교 2019년도 행정학과 2학기 교수채용 심사위원(2019. 8. 7.)
- 명지전문대학교 2019년도 행정학과 2학기 신규 전임교수 채용 심사위원(2019. 7. 26.)
- 서울특별시 인재개발원 "2023년도 서울시 4급 승진 역량평가용역 제안서" 평가위원(2023. 1. 19.)
- 완주군 “2023 완주군 지역으뜸인재육성(인재스쿨) 교육 프로그램 운영사업 위탁업체 선정에 따른 제안서” 평가위원(2023. 3. 29.)
- 완주문화재단 "완주 모악산 웰니스 축제 모니터링단" 위원(2023. 4. 8 ~ 2023. 4. 9.)
- 완주문화재단 "완주 대둔산 축제 모니터링단" 위원(2023. 6. 3 ~ 2023. 6. 4.)
- 전라북도문화관광재단 "2023 전북형 워케이션 활성화 사업 운영 용역 제안서" 평가위원(2023. 6. 12.)
- 전북특별자치도 완주군 인권위원회 위원장(2023. 7. 17. ~ 2025. 7. 16.)
- 전북특별자치도 완주문화재단 이사회 이사(2023. 9. 12. ~ 2025. 9. 11.)
- 전북특별자치도 완주문화재단 인사위원회 위원(2023. 12. 19. ~ 2025. 12. 18.)
- 충남연구원 시군협력과제 서천군 인구정책 기본계획 수립 용역 학습회 자문위원(2023. 9. 11.)
- 전주시  "전주시 남북교류협력위원회" 위원장(2023. 7. 27.~ 2025. 7. 26.)
- 서울특별시 인재개발원 "2024년도 5급 승진대상자 역량평가 운영용역 제안서" 평가위원(2024. 1. 18.)
- 서울특별시 "2024년 서울청년봉사단 운영용역 제안서" 평가위원회 평가위원장(2024. 3. 28.)
- 국가보훈부 보훈심사위원회 국민참여단 위원(2024. 2. 15.~2026. 2. 14.)
- 전북특별자치도문화관광재단 "2024 서부내륙권 관광진흥사업(성지혜윰길) 용역 제안서" 평가위원회 위원장(2024. 11. 27.)
- 서울특별시 "2025년 서울시 민간위탁 종합성과평가 용역 제안서" 평가위원회 평가위원장(2025. 1. 15.)
- 서울특별시 "2025년 시민제안 플랫폼 기획 및 운영 지원 용역 업체 선정을 위한 제안서" 평가위원회 평가위원(2025. 3. 6.)
- 국가보훈부 보훈심사위원회 국민참여단 심사(2025. 3. 19.)
- 서울특별시 강남구청 "미래형 강남구 조직설계를 위한 진단 및 개편 로드맵 수립용역 제안서" 평가위원회 평가위원(2025. 4. 14.)
- 전북특별자치도문화관광재단 "2025년 로컬 특화체험관광상품 육성 용역 제안서" 평가위원회 위원(2025. 5. 30.)
- 완주문화재단 “2025 완주군 문화선도 산업단지 홈페이지 구축 용역 제안서” 평가위원(2025. 8. 13.)등

### 학회활동
- 한국자치행정학회 회장(2014. 1. 1. ~ 2014. 12. 31.)
- 대한지방자치학회 부회장(2014. 3. 1. ~ 2014. 12. 31.)
- 한국행정학회 연구위원
- 한국행정학회 운영이사
- 한국정치학회 행정분과위원
- 한국정책학회 운영이사
- 한국자치행정학회 윤리위원회 위원(2018. 1. 1. ~ 2018. 12. 31.)
- 한국자치행정학회 선거관리위원회 위원(2020. 1. 1. ~ 2020. 12. 31.)
- 한국자치행정학회 고문(2021. 9. 30. ~ 종신) 등

### 연구 및 과제수행 주요업적
- 공공기관 이전관련대학 HRD영향평가 연구(전북연구원, 2007. 2.01. ~ 2007.05.20.)
- 공공기관 지역인재할당제 도입의 필요성에 관한 연구(전북도청 기획혁신분과 위원회 위원, 2007.10. 30. ~ 2007. 11. 20.)
- 완주군 인구정책 기본계획수립 보고서(전북미래연구원 책임연구원, 2020. 3. 9. ~ 2020. 9. 11.)

### 언론활동
- KNS뉴스통신 논설위원(2019. 1. 22. ~ 현재)
- 시사앤피플 논설위원(2023. 2. 1. ~ 현재)
- 전주MBC(문화방송) 시청자위원회 위원 및 부위원장(2016. 4. 1. ~ 2020. 3. 31.)
- 한국문화예술위원회 인문홍보기자(2015. 9. 22. ~ 2016. 9. 21.)
- 전민일보 칼럼니스트(2019. 5. 14. ~ 현재)
- 전라매일 독자권익위원회 위원(2017. 4. 12. ~ 2018. 4. 11.)
- 전라매일신문ㆍ전주예총 주최ㆍ주관 제5회 선거문화예술제 운영위원(2018. 6. 1.) 등

### 예술활동
- 문화예술단체 전북사생회 회장(2012. 2. 5.~ 2014. 1. 4.)
- 문화예술단체 전미회 이사(2023. 6. 23.~ 현재)
- 수채화 화가
- 한국예술인복지재단 예술인활동증명서 발급(2022. 4. 29.~)
- 정상현교수 수채화 특별개인전(해와 달 그리고 별과 그림)(2016, 바이올렛아티스트 갤러리)
- 한 마음 - 따로 또 같이 4인전(2010, 교동미술관)
- 새만금을 보는 눈 - 내안의 풍경전(2009, 김제문화예술회관)
- Jeonju Artists Coalition Eum Yang Exhibition(미국, 영국, 캐나다, 한국, 남아프리카 Artist 참가)(2011, Jeonbuk Arts Center)
- 전주일요화가회전(1992 ~ 2006)(전주대성화랑, 전북예술회관 등) 다수
- 제33회 전북사생회전(2007. 7. 6. ~ 2007. 7. 13.)(전북예술회관)
- 제34회 전북사생회전(2008. 8. 21. ~ 2008. 8. 28.)(전북예술회관)
- 제35회 전북사생회전(2009. 10. 29. ~ 2009. 11. 4.)(전북예술회관)
- 제36회 전북사생회전(2010. 10. 29. ~ 2010. 11. 6.)(전북예술회관)
- 제37회 전북사생회전(2011. 8. 19. ~ 2011. 8. 25.)(전북예술회관)
- 제38회 전북사생회전(2012. 8. 17. ~ 2012. 8. 23.)(전북예술회관)(전북사생회 회장 정상현)
- 제39회 전북사생회전(2013. 11. 11. ~ 2013. 11. 22.)(전북도청사갤러리)(전북사생회 회장 정상현)
- 제42회 전북사생회전(2016. 11. 25. ~ 2016. 12. 8.)(청운갤러리)
- 제43회 전북사생회전(2017. 11. 25. ~ 2017. 12. 8.)(청운갤러리)
- 제40회 전미회전(2022. 9. 2. ~ 2022. 9. 8.)(전라북도예술회관)
- 제10회 대한민국 힐링(치유) 미술대전(2017. 10. 28. ~ 2017. 11. 30.)(월산미술관)
- 제18회 한국회화의 위상전 출품작가(2018. 3. 14. ~ 2018. 3. 20.)(서울 인사아트프라자 갤러리)
- 제10회 한국수채화 페스티벌전(2018. 6. 5. ~ 2018. 6. 12.)(성남아트센터)
- 제11회 대한민국 힐링 미술대전(2018. 10. 28. ~ 2018. 11. 30.)(월산미술관)
- 제09회 대한민국 에로티시즘 미술작품 공모대전(2018. 12. 1. ~ 2018. 2. 29.)(제주도 건강과 성 박물관)
- 제12회 대한민국 힐링 미술대전(2019. 7. 13. ~ 2019. 8. 30.)(월산미술관)
- 제41회 전미회전(2023. 6. 23. ~ 2023. 6. 29.)(전라북도예술회관 기스락 1전시실)
- 제42회 전미회전(2024. 6. 21. ~ 2024. 6. 27.)(전라북도예술회관 기스락 1전시실)
- 제43회 전미회전(2025. 6. 13. ~ 2025. 6. 19.)(전라북도예술회관 기스락 1전시실) 등

## 수상
- 2013 한국을 빛낸 사람들 대상(행정교육지도 공로대상)(한국을 빛낸 사람들 대상 조직위원회, 언론인 연합협의회, 대한민국 신문기자협회 주관)(2013. 2. 22.)
- 교육기부 대상(교육부, 2019. 10. 23.)
- 사회부총리 겸 교육부 장관 표창장(교육부, 2019. 10. 23.)
- 전라북도교육감 표창장(전라북도교육청, 2023. 12. 18.)
- 전주시민대상(교육∙학술부문)(전주시청, 2024. 6. 10.)
- 전주시장 표창패(전주시청, 2000. 5. 6.)
- 전주시장 공로패(전주시청, 2002. 12. 26.)
- 경찰청장 감사장(경찰청, 2006. 5. 23.)
- 독립기념관 감사패(독립기념관, 2023. 12. 27.)
- 전주문화방송(MBC) 사장 감사장(전주문화방송, 2020. 3. 18.)
- 한국행정학회 회장 표창패(한국행정학회, 2013. 12. 14.)
- 제10회 한국수채화페스티벌 전국대전 특별상(경기도 성남아트센터, 2018. 06. 05.)
- 제10회 대한민국 힐링미술 전국대전 수상(월산아트센터, 2017. 10. 28.)
- 제9회  대한민국 에로티시즘 미술대전 수상(한국문화예술진흥협회, 2018. 12. 1)
- 제11회 대한민국 힐링미술 전국대전 수상(월산아트센터, 2018. 10. 13.)
- 제12회 대한민국 힐링미술 전국대전 수상(월산아트센터, 2019.  7. 13.) 등

## 저서
- 현대행정과 조직사회(학문사, 1998년 9월)
- 현대행정과 발전론(학문사, 1998년 9월)
- 인력정책행정조직론(법문사, 2004년 12월)
- 행정관리학(형설출판사, 2017년 7월)
- 정책행정론(신아출판사, 1999년 3월)
- 현대행정조직학(신아출판사, 1995년 3월)
- 현대사회 및 조직학(신아출판사, 1996년 3월)
- 인력정책발전행정론(신아출판사, 2004년 12월)
- 지방행정과 리더십(신아출판사, 1996년 2월)
- 현대발전행정론(신아출판사, 2000년 2월)
- 행정학개론(신아출판사, 2001년 3월)
- 리더십론(신아출판사, 2001년 3월)
- 정책학의 이해(신아출판사, 2001년 3월)
- 행정학(신아출판사, 2003년 3월)
- 인력정책과 리더십(신아출판사, 2004년 12월)
- 행정조직관리학(신아출판사, 2010년 12월)
- 행정학(‘98공통교재)(내무부지방행정연수원, 1998년 1월) 등 17권 저술

## 논문
- 공공정책의 본질, 실제 및 그 탐구전망(한국행정학회보, 1987년 12월)
- 지방공무원의 직무만족과 영향요인간의 상관관계분석(대한·국토도시계획학회보, 1995년 2월)
- 과업구조에 따른 리더십의 인간관리정책(한국지방자치학회보, 1999년 3월)
- 조직의 공식화 구조에 따른 직무성과 차이분석(서울행정학회보, 2002년 5월)
- 리더십 행태가 집권화 수준에 따라 직무효과성에 미치는 영향분석(한국자치행정학회보, 2016년 3월)
- 과제구조에 따른 관리정책이 리더쉽과 직무행태에 미치는 영향(한국정책학회 동계학술대회 PROCEEDINGS, 1998년 12월)
- 경찰공무원 관리자의 효과적인 행정리더십 유형분석(전북행정학회, 1997년 12월)
- 지방행정조직의 집권화 구조에 따른 인간관리정책(전북행정학회 제14권 제1호, 2000년 3월)
- 상황변수의 작용에 따른 리더십 행태와 직무효과성간의 상관관계분석(전북행정학회 제9집, 1995년)
- 경찰공무원 관리자의 효과적인 행정리더십 유형분석(전북행정학회, 1997년 12월)
- 조직환경에 대한 정책적 적응전략에 관한 연구(전주우석대학논문집 제10집, 1988년 12월)
- 미래의 본질과 미래예측의 실제에 관한 고찰(전주우석대학논문집 제11집, 1989년 12월)
- 산업정책의 이론분석(전주우석대학논문집 제12집, 1990년 12월)
- 국가정책체제변화의 이론과 실제 -경제개발 정책체제에서 사회개발 정책체제로- (전주우석대학논문집 제14집, 1992년 12월)
- 리더십, 비젼 및 변동을 연구하기 위한 이론적 검토(전주우석대학논문집 제15집, 1993년 12월)
- 정책오차와 오차수정의 전략에 관한 연구(전주우석대학논문집 제15집, 1993년 12월) 등 다수

## 언론기고
- 전민일보 기고 - 항일운동 유적지 보존 관리 법안 시급히 마련해야
- 전민일보 기고 - 한국광복군 총사령부, 충칭을 다녀오다
- KNS뉴스통신 기고 - 독립기념관 8.15 광복 제76주년 기념사
- KNS뉴스통신 기고 - 한.아세안 정상회담 김정은 위원장 참석을 희망한다
- 전민일보 기고 - 6.15 남북 공동선언 20주년 챌린지 거행
- 전민일보 기고 - 대한민국이 국제기구 OGP(열린정부파트너십) 포럼 의장국 된다
- KNS뉴스통신 기고 - 검경수사권 조정에 대한 반가사유
- KNS뉴스통신 기고 - 법정에서 권위주의적 기립문화 사라져야
- KNS뉴스통신 기고 - 전북교육청 학교폭력 화해 분쟁 조정을 지원한다
- KNS뉴스통신 기고 - 분묘발굴 위법성 조각사유와 사회상규
- KNS뉴스통신 기고 - 인권강사교육의 필요성과 개선방향
- KNS뉴스통신 기고 - 인권교육의 필요성과 중요성  등 50여편 칼럼기고